# Lennart Olson (fotograf)
Gustaf Lennart Eugen Olson, född 21 december 1925 i Göteborg, död 14 maj 2010 i Steninge, var en svensk fotograf och filmare.
Olson, vars far var fotograf, växte upp i Fritsla. Mellan åren 1940 till 1948 hade han olika anställningar som fotograf och gjorde militärtjänstgöring. Från 1955 till 1960 var han frilansfotograf med diverse uppdrag samt resor i Europa och Asien. Medlem i fotografkollektivet Tio fotografer sedan 1958. Han blev känd som konstfotograf med bilder av bland annat broar. År 1960 gjorde han sina första TV-filmer i samband med en reportageresa till Svarta havet. Sedan följde ett femtiotal filmer för Sveriges Television. I början av åttiotalet började han åter arbeta som konstnärlig fotograf.
Olsons brobilder har bland annat avbildats på frimärken och sålts som reproduktioner. 
På Hallands Konstmuseum finns en omfattande samling av Lennart Olsons bilder, negativ, filmer och brevväxlingar.

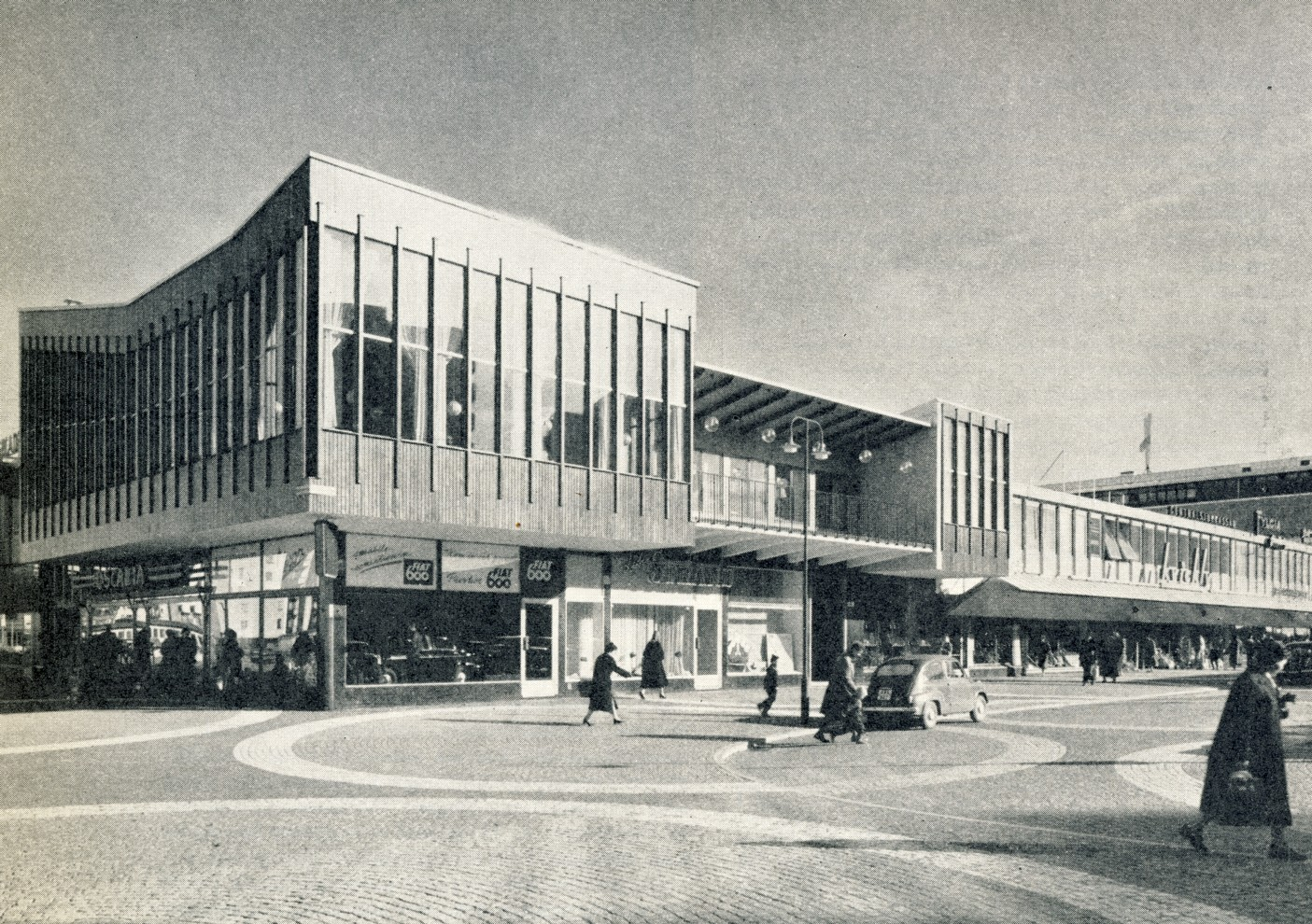
Vällingby centrum. Foto: Lennart Olsson, 1956.

## Regi
- 1970 Förpassad
- 1962 Flamenco